# Trichechus senegalensis
El manatí africano (Trichechus senegalensis) es una especie de manatí, y es la menos estudiada de las cinco especies de sirénidos. Hay pocas fotografías de estos animales y, aunque los conocimientos sobre ellos son escasos, los científicos piensan que son similares a los Trichechus manatus. 
Estos animales se encuentran en hábitats costeros y en estuarios, y en ríos de la costa oeste de África, desde el río Senegal hasta el río Cuanza en Angola, incluyendo zonas de Gambia, Liberia, Guinea-Bissau, Guinea, Sierra Leona, Costa de Marfil, Ghana, Malí, Nigeria, Camerún, Guinea Ecuatorial, Gabón, República del Congo, y República Democrática del Congo. 
Aunque los cocodrilos y los tiburones matan en ocasiones a los manatíes, su principal amenaza es el hombre: caza furtiva, pérdida de su hábitat y otros impactos medioambientales.